# Synodontis njassae
Synodontis njassae là một loài cá thuộc họ Mochokidae. Nó được tìm thấy ở Malawi, Mozambique, và Tanzania. Môi trường sống tự nhiên của chúng là hồ nước ngọt.